# Franz Joseph Leopold

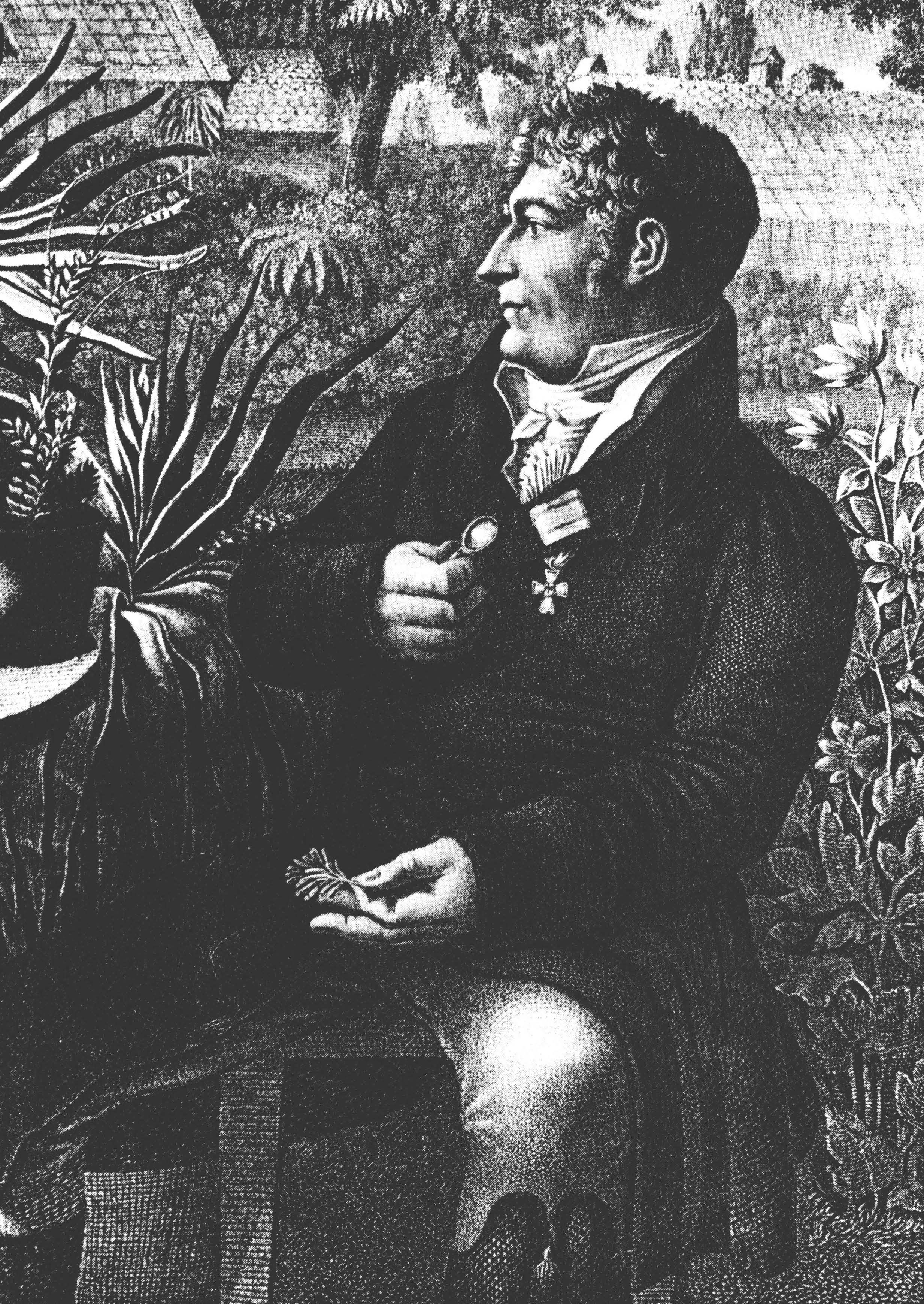
Porträt Carl Ludwig Willdenow sitzend. Kupferstich 1810 oder 1811

Franz Joseph Leopold (geboren 1783 in Hildesheim; gestorben 1832 in Hannover) war ein deutscher Porträtmaler, Zeichner, Radierer und Lithograf.

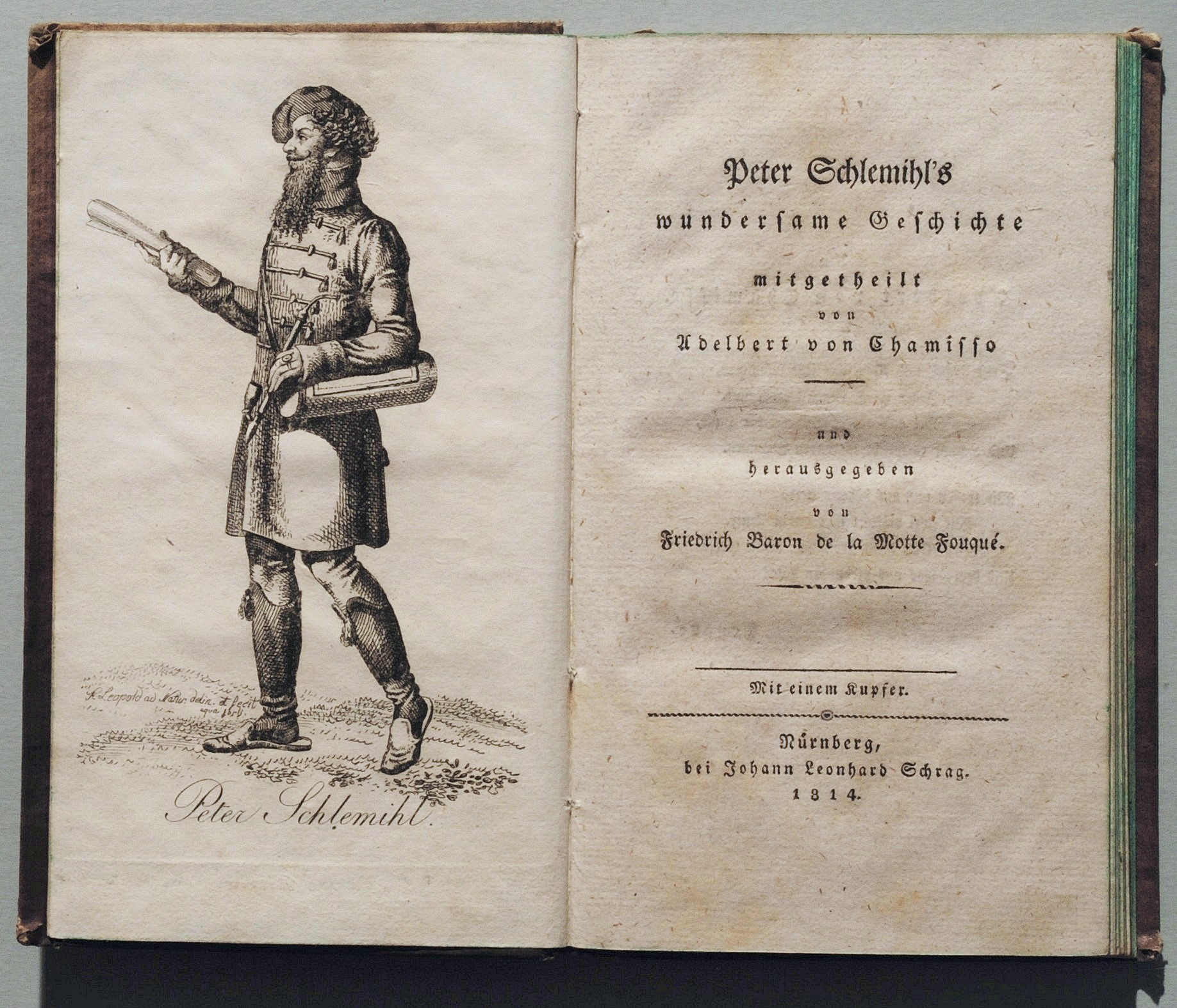
Frontispiz für Adelbert von Chamissos Erstausgabe des Peter Schlehmil von 1814

Ab 1814 war Leopold zeitweilig als Zeichenlehrer in Hofwyl im Schweizer Kanton Bern tätig.
Die Herzog-August-Bibliothek in Wolfenbüttel besitzt graphische Werke des Künstlers.